# Paul V. Esterházy de Galantha

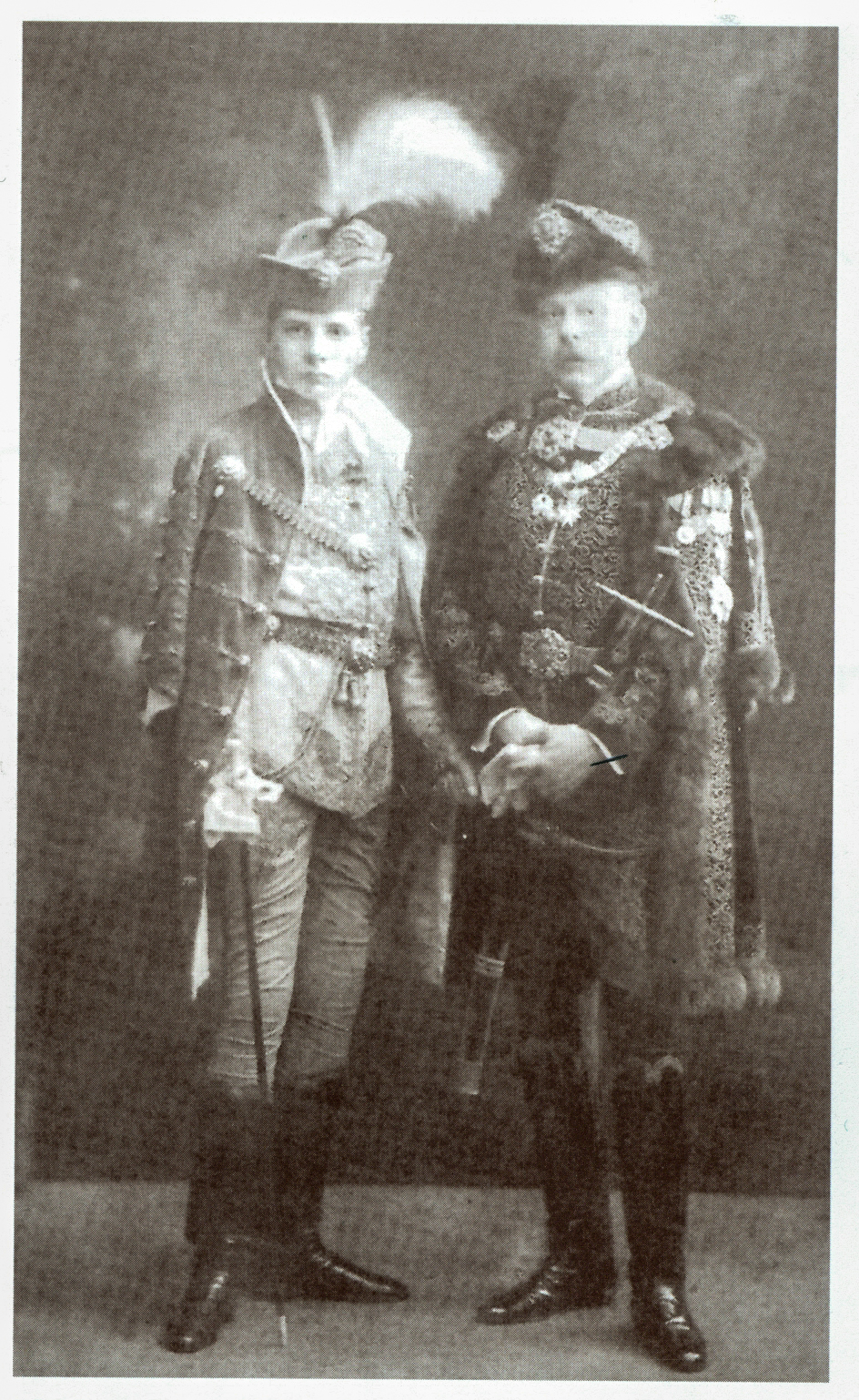
Paul Esterházy mit seinem Vater in ungarischer Magnatentracht, 1916

Stammbaum der Fürsten Esterházy

Paul V. (ungar. Pál) Maria Aloys Anton, Fürst Esterházy de Galántha, gefürsteter Graf zu Edelstetten, Erbgraf von Forchtenstein (* 23. März 1901 in Eisenstadt; † 25. Mai 1989 in Zürich) war ein österreichisch-ungarischer Adliger und Großgrundbesitzer aus dem Adelsgeschlecht der Esterházy. Er war Erb-Obergespan des Komitates Sopron (Komitat Ödenburg) und Mitglied des Ungarischen Oberhauses.

## Leben
Paul Esterházy (Paul V.) wurde als zweites von fünf Kindern des Fürstenpaares Nikolaus IV. Esterházy de Galantha (1869–1920) und Margit Cziráky von Czirák und Dénesfalva (1874–1910) geboren. Die Familie Esterházy galt als die wohlhabendste Ungarns bzw. früher Österreich-Ungarns und nahm im Laufe der Jahrhunderte immer wieder starken Einfluss auf die Geschicke des Landes. Paul Esterházy übernahm nach dem frühen Tod seines Vaters mit 19 Jahren als 12. Majoratsherr die Besitzungen der Familie von ca. 128.000 ha Land in Ungarn und etwa 66.000 ha in Deutsch-Westungarn (Anteile davon liegen auch in Niederösterreich und Wien), das 1921 mit dem Namen Burgenland an Österreich angeschlossen wurde. Nach dem Auseinanderbrechen der Donau-Monarchie entschied er sich gegen die österreichische und für die ungarische Staatsbürgerschaft. Er studierte Jura und Staatswissenschaften in Budapest und erwarb 1925 einen Doktorgrad.
Der familiäre Großgrundbesitz verminderte sich im Zuge von Schenkungen und Bodenreformen erheblich. Aus dem politischen Leben der Zwischenkriegsjahre – die zunächst die Ungarische Räterepublik unter Béla Kun, einen Bürgerkrieg und dann das Horthy-Regime brachten – ebenso wie aus der Kollaboration Ungarns mit dem NS-Staat, gegen die Paul Esterházy eine deutliche Abneigung hegte, hielt sich der menschenscheue Fürst weitgehend heraus. Nach dem Krieg heiratete er am 3. August 1946 in Budapest Melinda Ottrubay, die damalige Prima Ballerina Assoluta der Ungarischen Staatsoper. Die von der Regenbogenpresse gefeierte Verbindung blieb kinderlos. 1946 bis 1947 wurden die restlichen esterházyschen Besitzungen verstaatlicht.
In Österreich wurden die Esterházy-Besitzungen 1946 unter die Verwaltung der sowjetisch geführten USIA gestellt, da das Burgenland und auch Niederösterreich in der sowjetischen Besatzungszone lagen. Die Besitzungen im Burgenland standen 1946/1947, 1956 und 1964 bis 1968 im Mittelpunkt heftiger politischer Debatten im Burgenland; es wurde kritisiert, dass eine einzige Familie ein Sechstel der gesamten Landesfläche besitzt. In den 1960er Jahren machte die SPÖ die Forderung nach Enteignung zum Wahlkampfthema. Nach Abtretung von etwa 25 % des Besitzes beruhigte sich die Situation.
1948/1949 wurde Esterházy in Ungarn unter dem Vorwand von Devisenvergehen sowie im Schauprozess gegen Kardinal József Mindszenty und andere angeklagt und wegen „monarchistischer Verschwörung“ zu 15 Jahren Kerkerhaft verurteilt.
Paul Esterházy konnte gemeinsam mit seiner Ehefrau Melinda Esterházy nach dem Ungarischen Volksaufstand 1956 über die Grenze zunächst nach Österreich und später in die Schweiz flüchten. Aufgrund des allgemeinen Verbotes der Adelsprädikate in der Republik Österreich führte er dort den bürgerlichen Namen Paul Esterházy. In der Schweiz lebte er zurückgezogen und leitete von Zürich aus seine österreichischen Besitzungen, die nahe der ungarischen Grenze liegen, was ihm als Wohnsitz zu riskant erschien. Das Ehepaar erwarb ein Haus an der Brunaustrasse 20 in Zürich-Enge.
Nach 1970 kam es zu einer weitgehenden Entspannung im Verhältnis zwischen der Politik im Burgenland und Paul Esterházy in Zürich. Es gab eine Reihe von erfolgreichen Kooperationen im kulturellen Bereich, wie den Burgspielen auf Forchtenstein oder dem internationalen Bildhauersymposion St. Margarethen, sowie beim Aufbau des Nationalparks Neusiedler See.
Paul Esterházy setzte eine Ehefrau in seinem Testament als Universalerbin ein. Er starb am 25. Mai 1989 in Zürich. Am 2. Juni 1989 wurde er im Zürcher Friedhof Manegg in Anwesenheit des Bischofs von Eisenstadt Stephan László, des burgenländischen Landeshauptmannes Hans Sipötz und einer Abordnung von Förstern beigesetzt. Diese Grabstätte wurde inzwischen aufgehoben und die sterblichen Überreste Paul Esterházys in die Familiengruft im Franziskanerkloster Eisenstadt überführt.
Nach dem Ende des Kommunismus in Ungarn wurde 1990 das Urteil von 1949 gegen Esterházy posthum für nichtig erklärt. In der Schweiz war Esterházy jedoch weitgehend unbekannt. 1997 erschien er wohl deshalb auf einer Liste Nachrichtenloser Vermögen des Schweizerischen Bankvereins (heute UBS).

## Das Esterházy-Erbe
Nach Paul Esterházys Tod ging das Esterházy-Vermögen an seine Witwe Melinda Esterházy als Alleinerbin, die im Jahr 1994 drei Privatstiftungen gründete. Als Stiftungsauftrag gilt der Erhalt des historischen Erbes der Familie Esterházy, überdies sollen die Kulturgüter einer breiten Öffentlichkeit zugänglich sein. Die Stiftungen wurden ab 2001 unter der Leitung von Melindas Neffen Stefan Ottrubay von der Esterhazy Betriebe AG (bis 2023 Esterhazy Betriebe GmbH) verwaltet, seit 2023 ist Stefan Ottrubay deren Aufsichtsratsvorsitzender. Mittlerweile gilt die einstige fürstliche Domänenverwaltung als ein regionaler Leitbetrieb mit überregionaler Bedeutung.